# Битка за Жуч
Битка на Жучу је био напад Армије Републике Босне и Херцеговине на положаје Војске Републике Српске који се догодио 8. јуна 1992. године на стратешком брду Жуч, у општини Нови Град, Сарајево.

## Битка
Дана 8. јуна 1992. године, муслиманске јединице из правца Сарајева под командом Енвера Шеховића и Сафета Зајка освојили су Орлић брдо и шире подручје према Волујеку и Крстцу, те насеља Смиљевићи и Забрђе у жестокој борби на брду Жуч. Тог дана муслиманска војска је напала српска насеља из више праваца. Циљ операције АРБиХ био је пробијање обруча и удруживање снага са АРБиХ на другој страни града. План извођења акције донио је начелник штаба Врховне команде АРБиХ Сефер Халиловић, а јединицама је командовао Мустафа Хајрулаховић Талијан. Правци напада били су висораван Жуч са котом Орлића, Кобиља Глава и Пољине, Кромољ и Орловац, Газин Хан и Обхоџа, Видиковац (Требевић) и Враца. Борбена дејства су почела у 5 часова ам Правци напада су висораван Жуч са доминантном котом Орлић, Кобиља Глава и Пољине, Кромољ и Орловац, Газин Хан и Обхоџа, Видиковац (Требевић) и Враца. АРБиХ пробија српске линије око Сарајева у свим правцима напада; Кромољ, Требевић, Враца, Жуч.